# GOSICK -ゴシック-
『GOSICK -ゴシック-』は、桜庭一樹による日本のミステリー小説。富士見ミステリー文庫（富士見書房）から刊行され、現在は角川文庫（角川書店）、および角川ビーンズ文庫（角川書店）から刊行されている。
挿絵イラストは、シリーズ初期となる富士見ミステリー文庫版においては武田日向が担当し、以降の漫画化作品およびアニメ版、角川ビーンズ文庫における再版分においてはこれが踏襲された。ただし、のちに発行された角川文庫再版分と角川書店による続編単行本の表紙イラストに関しては一般文芸書としての方針から従来の武田によるイラストは廃され、改めてカズモトトモミによる影絵調のイラストが起用された。2011年にボンズ制作によりテレビアニメ化されたが、これに関しては前述の通り、武田日向の挿絵イラストをキャラクターデザインの原案として製作されている。

## 概要
2003年12月に富士見ミステリー文庫から刊行後、約半年に1冊のペースで刊行され、2006年4月にドラマCDが発売された後、『月刊ドラゴンエイジ』2008年1月号より天乃咲哉による漫画版が連載されている。しかし、同年に作者の直木三十五賞受賞などで刊行が中断され、2009年3月に富士見ミステリー文庫が事実上の廃刊となり、未完（長編はVI、短編はIIIまで）のまま絶版となる。その後、同年9月に角川文庫から新装版（イラスト無し）が刊行され、2010年3月にはボンズ製作会社よりアニメ化が発表され、2011年1月より同年7月まで放送された。
富士見ミステリー文庫の廃刊以降、新作が発表されていなかったが、2010年12月から4か月間、角川書店の文芸誌『野性時代』に短篇が掲載された。2011年3月にVIIが発売された後、同年7月に刊行されたVIII（下）をもって完結した（第1期）。
2011年4月以降、角川ビーンズ文庫からも新装版（イラスト有り）が刊行されている。2013年1月現在、長編はVI、短編はIIIまで刊行されており、イラストが付いていない角川文庫版の長編VII以降、短編IVが刊行されるかは不明。
2013年11月27日に、桜庭一樹が自身のTwitter上でGOSICKシリーズ最新作『GOSICK RED』（ゴシック レッド）が角川書店の文芸単行本として12月25日に刊行される旨を明かした（その前日の11月26日には、角川のGOSICK公式サイトで公表されていた）。物語の舞台はヴィクトリカと一弥が出会った1924年から7年後の1931年を主軸とした物語とされており、さらに2014年11月29日には、その前日談となる『GOSICK BLUE』（ゴシック ブルー）が同様に角川書店から発刊。以降シリーズ作を重ねている。
2015年11月時点でシリーズ累計部数は280万部を突破している。

## あらすじ

### ソヴュール編（一期およびアニメ版）
時は1924年、第一次世界大戦後のヨーロッパ。ソヴュール王国の貴族の子弟の為の寄宿学校・聖マルグリット学園に在籍する日本からの留学生・久城一弥は、天才的な頭脳と美しく長い金髪を持つ同級生の少女・ヴィクトリカと共に様々な事件に遭遇する。当初は気まぐれで常にわがままなヴィクトリカの態度に翻弄される一弥。だが彼女に振り回されるうち一弥はヴィクトリカが抱えている複雑な出生による哀しみや、他ならぬ彼女の素の可愛らしさを見出し惹かれていき、彼女をなんとかそこから救い出したいと願うようになる。一方のヴィクトリカもまた、無私の想いで自らに接してくる一弥を憎からず思い惹かれるようになっていく。だが、そんな若い二人をあざ笑うかのようにソヴュールという国家の闇が、さらには世界の歪みが彼らを呑みこんでいく。時は第二次世界大戦直前、ヴィクトリカをめぐってソヴュールの奥で暗躍する、彼女の実家ブロワ侯爵家。一方でヴィクトリカの実母にして侯爵家に反旗を翻す「灰色狼」コルデリア・ギャロと彼女に付き従う謎の奇術師ブライアン・ロスコーすらも不気味にうごめく。一弥とヴィクトリカは時代の荒波にもまれながらも、自らの運命を切り開くために、彼らと対峙していこうとするのだが、時代の趨勢はそんな若い二人をも無情に引き離し、大戦の嵐の中でその身と心を切り裂いていく。すべてが終わった時、自らの身に科せられた謎を解き終えた小さな少女は想い人の故国たる極東の小さな島国で、一人の青年を待ち続けていた。やがて大陸よりの引き上げ船が、かの国の港へとたどり着いたとき、船から降りたその青年は真っ直ぐ、少女の下にその足を進めた。激動の中で青年となった、かつての留学生の少年は、戦場の中で傷痍の身となり足に難を抱えていた。小さな少女は、苦難の果てに少年が愛してくれた長い金髪から黄金の色を失った。それでも身も心も傷つきながらも互いの存在のみを生きる支えとした、かつての少年と少女は、桜の下で二度と離れぬ事を誓った。

### グレイウルフ探偵社編（ニューヨーク編）（二期）
1931年、世界を襲う二度目の嵐の果てに、ついに再び日本であいまみえ二度と別れぬ誓いを立てた二人はアメリカ合衆国の大都市ニューヨークの片隅にいた。無事に日本で再会し永久の誓いを立てた二人を久城家の父が認めなかったためである。二人は父の魔手から逃れ誓いを果たすために一弥の実姉である武者小路瑠璃を頼りアメリカへと渡ったのだ。二人は都会の片隅でグレイウルフ探偵社を営むものの、依頼が来ないため一弥はタブロイド新聞であるデイリーロード社で見習い記者として働く日々を送っていた。しかし二度の嵐を超えて世界の頂点に立った大国のまばゆい光の中には、それを超える苛烈にして巨大な闇が潜んでいた。闇は「旧世界の遺産」ヴィクトリカを狙い、ふたたび大きなうねりと歪みを伴って二人を襲わんと手ぐすねを引いていた。
一般的に「ニューヨーク編」とされることもあるが、正式には「グレイウルフ探偵社編」が正しい。

## 物語の舞台
ソヴュール王国
ヨーロッパにある架空の王国。フランス、イタリア、スイスと接しており、公用語はフランス語である。首都はソヴレム。北はアルプス山脈、南はリヨン湾に面する。国土は小さいが豊かな国であり、第一次世界大戦でも連合国の1つとして勝利を収め、「西欧の小さな巨人」と謳われる。占いや魔術を国家運営に取り入れる「オカルト省」という官庁が存在し、「科学アカデミー」と対立関係にある。
聖マルグリット学園
アルプス山脈のふもとにあり、ソヴュール王国ほどではないが長く荘厳な歴史を誇る名門。それゆえ、「ヨーロッパの秘密の武器庫」と言われる。元々はソヴュールの貴族の子弟たちのみが入学を許されていたが、第一次世界大戦後は同盟国からも優秀な留学生を受け入れている。久城一弥はこの制度を利用し、日本から留学している。
なお、第1期後半では1920年代に第二次世界大戦が勃発し、現実世界より早期に終結した。その詳細は不明だが、満州北部と思われる地域で日本軍部隊が極東ソ連軍と戦闘を行う描写が見られる。

## 登場人物
※声優は、ドラマCD版 / テレビアニメ版の順。1名だけの表記の場合は、テレビアニメ版の声優を示す。

### 主人公
ヴィクトリカ・ド・ブロワ
声 - 斎藤千和 / 悠木碧
本作のヒロイン。生年月日は1910年12月25日。金の髪と碧の瞳、そして人形か妖精と見紛うほどの美しい容姿をした少女。素直になれない意地っ張り、甘え下手、ツンデレである。普段は授業に出ず、図書館塔の頂上にある植物園で本を読んで一日を過ごしている。一弥が集めた情報から事件の全貌を推理する安楽椅子探偵。彼女の言葉を借りるなら、「混沌（カオス）の欠片」を彼女の溢れる「知恵の泉」が再構成するのだという。ただし、それを「言語化」することは稀であり、通常は相手に何らかの対価を要求する。「退屈だ」が口癖になるほど、いつも暇を持て余していて、一弥に不可思議な事件にでも巻き込まれて来いと言い放つこともしばしば。
一弥と同級生だが見た目は幼く、背も低い反面、老婆のようなしわがれた声で話す。非常に頭脳明晰で知識も豊富だが面倒臭がりで気まぐれかつ毒舌家であり、一弥以外にも他者に対して暴言を吐くことも多いが、本当は非常に寂しがり屋である。おまけに負けず嫌いで天邪鬼な性格でもあり、見た目相応の子供のような一面もある。些細なことですぐに不機嫌になり、そのときは一弥を無視したりド突いたりする。また、自分の事や不都合な話を持ち込まれると大抵の場合は沈黙や知らん振りをして通し、問い詰められたり挑発されたりするとムキになる。一弥との喧嘩はお決まりである。また、アブリルとはほとんど会話をしたことはないものの、最悪なファースト・コンタクトのせいもあってあまり仲はよくなく、ヴィクトリカ本人は「屁こきいもり(ニュート)」と吐き捨てて冷たくあしらっているが、一度だけ無意識に彼女の名前で呼んだこともあり、彼女の話は何だかんだで聞いている。今ではからかったりして、一弥と同等に扱えるようになっている。
再構成した混沌を言語化する時などによくパイプをくわえていて、一弥に煙を吹きかけたりする(ただし、アニメでは未成年の喫煙描写に配慮してか咥えているのみ)。書物、お菓子、フリル、綺麗なモノ、そしてお風呂が大好き。一方で極度の痛がりであり、注射はもちろん、転んだり指で額を弾かれた程度でも大騒ぎをする。硬い食べ物も基本的には好まないが、一弥が日本のおみやげで持ってきた硬い食べ物は食べている（「もういらない」と放棄してしまうこともあるが）。機嫌が良い時などは歌を歌うこともあるが、音痴である。
普段は冷静で無表情だが、一弥から貰ったプレゼントを無愛想に受け取りながら後で大喜びしていたりと、他人の見ていないところでは感情を露に出すことも度々ある。
“灰色狼”であるコルデリア・ギャロの娘であり、ブロワ家では恐れられている存在で、父親であるブロワ侯爵には「オカルト兵器」として扱われている。学園に移送されるまでは屋敷の塔で軟禁生活を強いられ一人孤独な日々を過ごしてきたという過去を持っており、彼女が称するに「囚われの姫」であった。現在でも基本的に学園の外には出られず、外に出る場合は特別な外出許可をもらい、グレヴィールが同行する。出かける際にはやたら大荷物を持っていくことが多く、一弥に毎回必要の無いものを整理されている。『GOSICK II』ではコルデリアの無念を晴らすために、無断で学園の外へ飛び出した。
一弥に対しては常に尊大に構え、｢下僕｣として素っ気無く扱っているが、作中では一弥が危険な目に遭った際や彼に絶交を言い渡された際には取り乱したり、風邪を引いてしまったとはいえ、一弥が自分を置いて街に出かけてしまった時には家でべそをかいている一面もあった。「ベルゼブブの頭蓋」では生きる意味を失い自暴自棄になるが、一弥の言葉で思い直し、この一件以降は彼を自分にとって大切な存在として見るようになる。終盤では「私の心臓」とまで称した。
異母兄・グレヴィールのことは「兄として認めたくない」と言うほど不仲だが、事件に関しては協力している。軟禁生活時代に度々会いにきていたグレヴィールを指輪のトリックなどを見せて散々からかったことがあり、彼からは内心恐れられている。ヴィクトリカ本人はトリックを教えようとしたのだが、その前にグレヴィールが恐れを成して逃げてしまったらしい。
第二次世界大戦勃発に伴い一弥と離れ離れになり、ブロワ侯爵によって「オカルト兵器」として監獄に収監されてしまう。その後、娘の身を案じたコルデリアが自ら身代わりになる形で救出、ブライアンとグレヴィールの協力により父の元から逃亡を果たす。母やブライアンとの永久の別れ、髪の色が金色から銀色に変化するといった経験を経て、一弥の母国に渡航する。原作では収監直前に自身の体に入れ墨した一弥からの手紙の文章（一弥の母国の住所だった）を頼りに、アニメでは逃亡中にジュピターから受け取った一弥の手紙を頼りに、久城家へと辿り着く。その後、一弥の姉である瑠璃に保護される形となり二人で一弥の帰りを待ち続ける事となる。そして戦争終結後、無事に戦場を生き延び、母国に帰国した一弥と再会。「15個目の謎」の真相を解き明かし、一弥と二度と離れないことを約束した。
『このライトノベルがすごい!』女性キャラクター部門では2005年版で8位、2006年版で3位、2007年版で8位をそれぞれ獲得している。
久城 一弥（くじょう かずや）
声 - 入野自由 / 江口拓也
本作の主人公。生年月日は1910年9月2日。極東の島国からソヴュールに留学してきた帝国軍人一家の三男。非常に真面目な性格で、立派な軍人となるために日々勉強に励んでいる。家族は父と母、兄2人と姉1人。
優秀で自分とはまるで性格の違う兄達にコンプレックスを抱き、離れたいという思いから留学という選択をした。留学直後はその容姿（当時の欧州では珍しい黒髪に黒い目）と学園に伝わる怪談から「春に来る死神」その人であると噂され、その為に友人が出来なかった。原作では学園のある村で起きた殺人事件に巻き込まれた事がきっかけで、アニメでは図書館塔に怪談の出典を調べに来たことがきっかけで、ヴィクトリカと知り合う。以来、ヴィクトリカの初めてにして唯一の友人となる。ヴィクトリカとは、会う度に振り回されたりからかわれたりして苦労が絶えず、喧嘩をすることも多いが、窮地に陥った際には彼女を守ろうと奮闘する。特にセルジウスの占いを聞いてからはその意識が強くなっている。ヴィクトリカとの関係からグレヴィールとも顔見知りになったが、彼の理不尽な行為（ヴィクトリカに助言を求めるくせに、ヴィクトリカに礼も言わないなど）には少々呆れ気味であり、仲はあまりよくない。
基本的に優しく思いやりのある少年であり、美しい金色をしたものや花が好き。そうしたものを見たときに心を奪われたり、また歌が上手という特技を持っている。しかし当人はこうした趣味や特技を｢帝国軍人の三男にあるまじき｣ものと考えており、父や兄たちに知られたら叱られると思っているため、他人には隠している。
一方天然なのか忘れっぽいのか不明であるが、ヴィクトリカに絶交を言い渡されたにもかかわらず、その日の晩には「君、口がきけないの？」と言ってみたり、リヴァイアサン事件のときにケンカ別れしたにもかかわらず、ヴィクトリカの好物を買って戻って来たりと少々難解な行動をすることもある。
第二次世界大戦勃発に伴い母国へと呼び戻され、兵士として戦場に駆り出されてしまう。原作では語学に堪能であることを買われ通訳として重宝されるも、負傷したうえヴィクトリカに渡された指輪を敵兵に奪われてしまうが、足を引きずりながらも帰国を果たす。アニメでは理不尽な教官の暴力にもめげず、周りの仲間が命を落としていくなかでヴィクトリカとの約束を糧に無事に戦場を生き延びる。戦争終結後、母国にてヴィクトリカと再会を果たす。

### 周囲の人々
グレヴィール・ド・ブロワ
声 - 子安武人 / 木内秀信
ヴィクトリカの腹違いの兄でソヴュール警察の警部。容姿、服装、立ち居振る舞いなど、どれをとっても見事な貴族の好青年なのだが、前髪だけをドリルのように鋭く尖らせた奇抜なヘアスタイル（原作では一時期ドリルが2本になったこともある）をしている。奇妙なヘアスタイルのせいで分かりづらいが実際はかなりの美青年であり、髪を下ろして一弥に会ったときは一弥が誰なのか判別できなかったほどである。登場時にナイスポーズを決めていることが多い。ブロワ侯爵の嫡男であり、警察の仕事は貴族の道楽でやっている。いつも手を繋いでいる二人組の部下を引き連れている。その気障な性格から一弥とはウマが合わないが、基本的に事件では協力している間柄である。ビスク・ドールが趣味で、警察署の彼の部屋にはビスク・ドールがいくつも並べられている。人形や兎といったかわいいものには目がないが、鳥は苦手。
世間では｢名警部｣と呼ばれているが自分では全く推理が出来ず、ヴィクトリカの力を借りて難事件を解決しては、手柄を独り占めにしている。生意気な口調のヴィクトリカのことを嫌っているが、同時に“灰色狼”の子である彼女を恐れている。しかしなんだかんだでヴィクトリカを気にかける行動や態度も時折見られる。しばらくヴィクトリカを「愛を知らないから人間を絶望させることはできない」と蔑んでいたが、物語終盤の原作ではヴィクトリカに与えられていた薬物入りの飲み物を替わりに飲んでみたり、逃亡するヴィクトリカを乗せた馬車の御者をやったりしている。アニメでは、港でブライアンと逃亡中のヴィクトリカを見つけたが、わざとらしく見逃している。軟禁生活時代のヴィクトリカに興味を持ち度々会いに来ていたが、その際に散々脅かされたという過去があり、それ以降は彼女を極力避けるようになった。しかし、学園移送後に彼女のお目付け役を命じられてからは、落ち度があっては彼自身が父親に罰を受けるため、渋々彼女を監視している。不都合な話を振ると沈黙や知らん振りをする・外出の際には大荷物を持っていく等、ヴィクトリカと共通する部分はいくつかある。
幼馴染であるジャクリーヌのことが好きで、殺人の罪をきせられた彼女を救うためにヴィクトリカの力を借りたことがある。ドリルのような髪型になったのはその代償の一つであり、部下がいつも手を繋いでいるのも同じ理由。｢代償が大きすぎる｣という理由で、今では自分からヴィクトリカに頼みにいくことに難色を示しており、一弥を通してヴィクトリカの力を借りている。片やほとんど代償なしで一弥が受けているヴィクトリカからの恩恵については「悪徳高利貸しからタダでお金をザクザクもらい続けているという奇特で不思議すぎるもの」と評している。
第2期（グレイウルフ探偵社編）においては、無事に時代を生き延びて、のちに俳優になった事が明かされている。
アブリル・ブラッドリー
声 - 川上とも子 / 下屋則子
一弥の同級生でイギリスからの留学生。ショートカットの金髪とすらりとした手足が特徴の快活な美人。入学してすぐの頃に巻き込まれた事件で一弥に助けられて以来、彼に好意を抱いており度々アプローチするが全く気づいてもらえない。怪談が大好きで、怪談を聞いた一弥が悲鳴を上げるとからかう。また、不機嫌になると何故か手近な物を頭に載せる癖がある（アニメでは割愛された）。高名な冒険家であった祖父のサー・ブラッドリーを尊敬しており、本人も好奇心や冒険心が旺盛。
ヴィクトリカとは、セシルが無理矢理ヴィクトリカを教室に連れて行ったことで顔見知りになった。しかしアブリルは些細な行動でヴィクトリカの怒りを買ってしまい、それ以降ちゃんと名前を呼んでもらえない。懲りずにヴィクトリカと仲良くしようと試みるが、度々からかわれて憤慨しており、その部分は一弥と同様である。
戦争勃発後は帰国し、祖母の元に疎開する。アニメでは戦争終結後に一弥とヴィクトリカへの手紙をボトルメールとして海に流した。
セシル・ラフィット
声 - 堀江由衣 / 鹿野優以
一弥やヴィクトリカの担任。童顔で小柄、大きな丸眼鏡とふわふわのブルネットが特徴。没落した貴族の生まれで、聖マルグリット学園の卒業生。基本的に生徒思いで優しい先生だが、非常な怖がりであったり、趣味の花壇作りに一弥を付き合わせた挙句、庭師に見つかると彼を置き去りにして脱兎の如く逃げたりするなど、｢大人としてどうか｣という面が多々ある。寮母のゾフィとは学生時代からの親友であり、休日には手を繋いで散歩する仲。
戦争勃発に伴い学園が閉鎖された為に失業してしまい、ゾフィの家へと身を寄せることになる。その際に「戦争が終わったら絶対に生徒達を探す」と誓う。
ゾフィ
声 - たかはし智秋 / 根谷美智子
一弥のいる男子寮の赤毛の色っぽい寮母さん。さばけた性格で、よく一弥にお使いを頼んだり、読み終わった新聞を提供したりする。セシルとは女子寮のメイドをしていた時に知り合った。オリエンタルなものを好み、一弥の部屋から度々服や小物を失敬している（一弥曰く「強奪に近い」）。
イアン、エバン
声 - 出村貴（イアン）、松本吉朗（エバン） / 未発表
グレヴィールの部下。グレヴィールに同行することが多い。幼馴染でいつも手を繋いでおり、一弥には仲がいいと思われているが、これは前述の通りヴィクトリカの頼み事による代償でもある。兎皮のハンチング帽を被っている。アニメでは最終話にて、警察署の前で仲良く並ぶ姿を見せる。

### 村を追われた灰色狼たち
コルデリア・ギャロ
声 - 沢城みゆき
ヴィクトリカの母。ヴィクトリカによく似た外見だがヴィクトリカに比べて声は高く、どこか怪しく妖艶な感じの女性。先の世界大戦で暗躍。ヴィクトリカを常に見守っている。
「名もなき村」出身の“灰色狼”で幼い頃はメイドをしていたが、無実の罪で村を追放された。追放された後は踊り子として各地を転々とし大変な人気を集めていたところ、“灰色狼”の血を望むブロワ侯爵に拉致されて無理矢理子供を身ごもらされ、娘ヴィクトリカを生んだ。ブロワ侯爵に罪人であることを知られてからは屋敷に監禁され、ブライアンの言い分から痛めつけられていたようである。後にブライアンの助けを借りて、ブロワ侯爵から逃亡。ブロワ侯爵に復讐するために暗躍をしている。そのため、表上彼に従っている息子のグレヴィールのことは嫌っており、「オカルト省の犬」と蔑んでいる。
身軽さを生かし、塔の上で幽閉されていたヴィクトリカに金貨のペンダントを渡した。「ベルゼブブの頭蓋」では一弥を囚われの身となっているヴィクトリカの元へと導き、その後一弥と直接接触する。その際にヴィクトリカへの指輪を彼に託している。
戦争勃発に伴い監獄に収監された娘を自身が身代わりになる形で救出した。アニメでは公の場でブロワ侯爵をブライアンの片割れと共に襲撃。最期はブロワ侯爵との激しい死闘の末、彼に引導を渡すが、直後にモレラに隙を突かれて不意討ちに遭いヴィクトリカの未来を案じながら絶命する。
ブライアン・ロスコー
声 - 大川透
赤髪に切れ長の目に鋭く尖った顔が特徴の奇術師。コルデリアと同じ「名もなき村」を出た者の子孫で、もう一人の“灰色狼”。アニメでは灰色狼ではない血が混ざっている（＝赤い髪）として迫害を受け村を追われている。村に現れて資金を出し電気を引いたが、実は形見箱を探すためだった。コルデリア・ギャロと行動を共にする。コルデリアを痛めつけ“灰色狼”をただモノとして扱ったブロワ侯爵とオカルト省を目の敵にしており、彼らに対抗するために科学アカデミーと接触するなどして暗躍をしている。
コルデリアのことは「俺のコルデリア」と言う程大切に思っているが、娘のヴィクトリカのことは無関心（「憎い…仔狼」と発言したこともある）である。これは貴族の血が混じっているためらしい。“灰色狼”には友達ができない、まさに「一匹狼」という認識を持っており、『GOSICK IV』では一弥とヴィクトリカの仲を軽視して一弥と衝突した。一弥とヴィクトリカの仲を認めたのか、後にブロワ侯爵に対する警告を促した。
特技は「同時存在（瞬間移動とも）」であり、ファンタスマゴリアと称し見せ物で稼いでいるが、実は双子でありそれぞれの名前は作中で語られていない。原作では「ただの双子ではない」と語る場面もある。

### ソヴュール王国中枢
ジュピター・ロジェ
声 - 石塚運昇
ソヴュール王国における科学アカデミーの主宰者。オカルト省の重鎮のアルベール・ド・ブロワ侯爵とは対立する立場。実は「名もなき村」の出身で、「ベルゼブブの頭蓋」では（同郷の）ブライアンと接触、「薔薇色の人生」にてソヴュールの劇場に姿を現す。『VI』の科学アカデミーとオカルト省の戦いの黒幕の1人でもある。国王ルパート陛下の汚れ仕事を請け負っている面があり、ココ王妃殺害事件にも深く関与していた。劇場ファントムでの「ソヴレムの青い薔薇」公演の裏で、王妃殺害の真相を知ったとしてヴィクトリカを殺害しようとした（アニメでは正体を伏せたままでヴィクトリカに手をかけるには至らなかった）。
アルベール・ド・ブロワ侯爵
声 - 菅生隆之、青年期 - 木村良平
ソヴュールの有力貴族でオカルト省の重鎮でありヴィクトリカとグレヴィールの父親。科学アカデミーの主宰者のジュピター・ロジェとは対立する立場。ヴィクトリカ同様に冷静沈着で厳格な性格の持ち主。また“灰色狼”を政治的な道具と見なしており、目的のためなら妻コルデリアを痛めつけ、証拠が足りないために謎が解けない娘のヴィクトリカを部下を使って苦しめたりするなど、手段を選ばない冷酷非情な性格でもある。10代の頃から世界情勢の展望を正確に見通すことができていた。
『IV』に登場したリヴァイアサンと関わりがあり、ソヴュールの為に彼の力を利用し、人造人間（ホムンクルス）による軍隊設立を画策していた。リヴァイアサンの死後、彼が言った「子供を産ませよ」という言葉に従い、結果的にコルデリアを拉致してヴィクトリカを身篭らせた。
『VI』の科学アカデミーとオカルト省の戦いの黒幕の1人で木こりことギデオン・レグラントの妹を拉致して彼に悪事を働かせていた。
戦争勃発に伴いヴィクトリカをオカルト兵器として利用するため彼女を監獄に収監する。アニメでは娘と入れ替わっていたコルデリアに公の場で襲撃を受け、最期はコルデリアとの死闘の末に胸をナイフで刺され死亡した。
ジャクリーヌ・ド・シニョレー
声 - 雪野五月
グレヴィールの幼馴染で、シニョレー警視総監夫人。天然でルイジを笑わせる為に女性にも関わらず、羞恥心を持たずに普通に変顔になる変人。子供の頃からグレヴィールに好意をもたれているが本人は気づいていなかった。マリオン（声 - 川崎恵理子）というメイドを従えている。グレヴィールのヘアスタイルが変わることの原因となる事件に関わっている。

### 久城家とその縁者
久城 / 武者小路 瑠璃（くじょう / むしゃのこうじ るり）
声 - 葉月絵理乃
日本にいる一弥の姉。成安女学校に通う女学生。父や兄のような、むきむきとした風貌の男を苦手としている。逆にそうでない弟の一弥のことは可愛がっており、その一弥が海外に留学してしまったため、心を痛めている。海外にいる一弥に服、小物、菓子など色々な物を送っている。一弥の手紙でヴィクトリカの存在は知っているが、「背の小さな」女の子ではなく「年齢の小さな」女の子だと勘違いしている。
活発で面倒見が良い女性であり、父や兄に対しても物怖じはせずに自らの意見を押し通そうとするが、大抵はもっと強引な父や兄に「女子供は男の言う事を大人しく聞くもの」と力ずくで抑え込まれ、これが軽いストレスとフラストレーションの原因となっている部分もある。面倒見の良さなどから、同じ女学校の後輩たちからは大変に慕われている。成績も優秀で成安女学校においては卒業後に自校の教職に就く事を打診されており本人も乗り気であるが、これが原因で、ひと騒動が起こる事にもなる。
第一期（アニメ含む）最終話では母国から逃亡し、一弥に再会するために久城家に来たヴィクトリカを保護し二人で一弥の帰りを待ち続けた。ヴィクトリカとは言葉は通じないものの意思の疎通はある程度できる模様。一弥の家族の中では最もヴィクトリカを気に入っている。
原作二期からは準レギュラーとして登場。ほぼ第一期におけるセシル先生の立ち位置にある。兄（泰博）の旧友である武者小路の元に嫁し、夫の仕事（警察官僚。ICPOへの出向職員として赴任）の都合によりニューヨークへと在住し、一弥とヴィクトリカの実質的な保護者となる。REDでは1児の母として長男の緑青（ろくしょう）を産み育てている。
久城 泰博（くじょう やすひろ）
声 - 桐本琢也
久城家の長兄。帝国軍人で武道の達人。政治家。手紙で一弥に男としての生き方を説いたり、「月刊 硬派」なる雑誌を送りつけたりしている。瑠璃のことが好きな武者小路とは士官学校時代の親友。何かにつけて事を起こすタイミングが悪く、それで失恋ばかりしている。最も酷いものでは、懸想相手の家に恋文をしたためて向った時には祝言の当日であった、ということもあったらしい。
久城 寛（くじょう ゆたか）
久城家の次兄で、一弥と瑠璃の兄。発明を趣味にしている奇人。一弥との手紙のやり取りの中でヴィクトリカとパズルの解き合いを行った。瑠璃と同じくヴィクトリカのことを年端も行かない子供と勘違いしている節が見受けられるが、手紙の中では大人気ない挑発を行ったりしている。秘密の恋人がいる。
久城（くじょう）
久城兄姉弟の父であり、江戸時代において名のある武家より続く帝国軍人（ただし華族ではない）一族の当主。どのような理を説かれても、自らの正義を絶対に曲げない石頭。非常に保守的かつ精神主義・血統主義を順守したがる人物（かつ旧弊的な差別主義者）で、第二期における一弥とヴィクトリカの駆け落ちの原因。ヴィクトリカの事を「息子（一弥）を惑わす毛唐の娘」と毛嫌いし、強制的にソヴュールへ送り返そうとした。一弥がそれを察知し久城家を出て行ったヴィクトリカを追いかけたのが第二期の発端であり、ある意味では第二期のストーリートリガーとなった人物。
顔に威厳のあるカイゼル髭をたくわえ、子どもたちに威厳たっぷりかつ高圧的に接する、父権主義的な家にありがちの父親だが、自分とはタイプの異なる下2人の子ども（瑠璃と一弥）には理解してあげたくても理解が出来ずに困惑しており、その部分で非常に苦悩している描写もある。
武者小路（むしゃのこうじ）
久城泰博の士官学校時代よりの同期。かの長兄の友人だけあり、久城家の父兄をも越えうる容貌魁偉な人物。瑠璃には「四角い大きな顔に多くの髭を蓄えた、父や兄以上の体躯の大男」と認識されている。瑠璃の縁談の相手であるが、その容貌が容貌（父や兄と全く同じタイプ）であるがゆえに瑠璃に嫌われている。実は縁談よりも前に泰博の友人として久城家を訪れた事があり、その時に当時7歳の瑠璃に会っている。その時にも容貌が原因で瑠璃に嫌われ逃げられているのだが、なぜかそのような瑠璃に惹かれて泰博にその事を包み隠さず告白し、寛に「十年早い！」と激怒される。が、その言葉通りに十年経過した後、改めて久城家に縁談を申し出たという、よく言えば純粋極まりない男。
容貌が容貌であるが故に瑠璃には父や兄と同じタイプだと思われがちであるのだが、容貌には似合わぬ理知的な人物で、瑠璃の将来の希望を聞いた際には彼女の希望に沿うようにと縁談の一時的な保留を久城家に進言した（惚れた弱みと言えばそれまでかもしれないが）自らの望みや価値観よりも相手の思いや願いを優先できる、心優しい人物。それを示すように瑠璃自身、彼の瞳の輝きの中に一弥と同質の優しさの光を見出す描写がある。
戦後は、どういう伝によるのか軍人から警察官僚となり、ついに瑠璃と結婚、つまり第二期における一弥の義兄に当たる人物。第二期ではICPO職員としてアメリカに赴任。ニューヨークに妻子を残して同地を拠点に世界中を飛び回っている。本文中にこそ登場しないものの瑠璃と共に一弥とヴィクトリカの実質的な保護者（身元引受人）であり、彼らの理解者と目されている。

### 各巻の登場人物

#### 『GOSICK』
ロクサーヌ
声 - 鈴木れい子
占い師。10年前に第一次世界大戦の戦況を占うため、各国から集めた孤児たちを「野兎」に見立てての大規模な「野兎走り」を行った黒幕。結果としてジュリィ（アレックス＝ソヴュール）・ネッド（ヒューイ＝イギリス）・リィ（アラブ）が生き残った。その後自邸でメイドとして潜り込んだリィに射殺される。
フラン
声 - 鈴木恭輔
ジュリィ・ガイル
声 - 野田順子
Queen Berry号に招待された客の1人で炭坑主の娘と名乗る。
実は「野兎走り」に出された「野兎」の生き残りの一人（アレックス＝ソヴュール）で、「野兎走り」が終わった後に養女に出された。死んだ仲間の復讐のため、（ロクサーヌの「太らせろ」という指示で）政府から支給された金でQween Berry号（箱）を再現し、鞄に拳銃を隠し持ってQueen Berry号に招待された客の1人として紛れ込み、8人の政府高官の内、7人の政府高官達を死に追いやり、ネッドに助けられた最後の政府高官のモーリスと舞台俳優のネッドを正当防衛に見せかけて殺害した。最後はヴィクトリカに謎を暴かれて殺人容疑で警察に逮捕され、連行されている際にリィと再会する。
アニメでは19話のコルデリアの回想シーンにも登場している（エンディングクレジットでは「アレックス」と表記されていた）。
ネッド・バクスター
声 - 野島健児
Qween Berry号に招待された客の1人で舞台俳優。他の「野兎」には同じ「野兎」と思われていたが、実は政府関係者に雇われた「猟犬」だった少年（ヒューイ＝イギリス）で、死んだ振りをして「野兎」を適当に噛み殺した。「野兎走り」が終わった後、名前を変えて舞台俳優として活躍していたが、それを知ったジュリィ（アレックス）によってQween Berry号におびき出される。最初は温厚に振舞っていたが、終盤で（テニスボールを脇に挟み、一時的に脈を止めることで）死んだ振りをして本性を露にする。終盤、「野兎走り」の時の「野兎」が子供であったためにヴィクトリカを殺そうとしたが、最後は甲板の上で彼女を守ろうとした一弥と取っ組み合いの末に、ジュリィ（アレックス）に正当防衛のような形で背後から斧で殺され、荒れ狂う海の中へと落下していった。
モーリス
声 - 稲葉実
「野兎走り」にかかわった政府高官の1人。他の政府高官達同様自分の事しか考えておらず、嵐の中で無理矢理救命ボートに乗り、政府高官達共々逃亡しようとしたが、ネッドに止められ、政府高官達に見捨てられたが、その結果、救命ボートに乗った政府高官達は嵐の高波に叩き付けられ全員死亡し、ネッドに止められた事で助かった。ところが、再現されたQween Berry号が徐々に沈んで行く事から錯乱し、ヴィクトリカ達を殺そうとしてジュリィに正当防衛のような形で射殺された。
ヴィクトリカの事を知っている様子でモーリスが彼女に「あのーどこかで会いませんでしたかな？」と尋ねたが、ヴィクトリカが最後までその事を一切話さなかった為、ヴィクトリカとの関係は謎だった。
リィ
声 - 美名
ロクサーヌの屋敷で働いていたメイドで、射殺されたロクサーヌを最初に発見した。「野兎走り」に出された「野兎」の生き残りの一人（アラブ）。仲間の復讐のため、ロクサーヌの屋敷にメイドとして入り込み、ロクサーヌを殺した。後に殺人容疑で警察に逮捕され、連行されている際にアレックスと再会する。

#### 『GOSICK II』
ミルドレッド・アーボガスト
声 - 渡辺明乃
とある教会のシスターだが、姉御口調だったりお金好きだったりととてもシスターとは思えない性格で、デリクには胡散臭がられていた。骨董品のバザーで皿を盗んだ犯人ではあるが、グレヴィールには見逃された。実はグレヴィールの監視の仕事をカジノで負けて引き受けていて、名も無き村でヴィクトリカの監視役をするためだった。
セルジウス
声 - 堀勝之祐
名も無き村の現村長。村の守護と掟を重視する厳格な性格で、村では誰も彼に反論することは許されない。かつて村長であったシオドアが何者かに殺害され、第一発見者であるコルデリアを状況証拠だけで殺人犯と決めつけて村から追放した。以降シオドアの意志を継ぐ形で村長を続けている。
一弥の「これからもヴィクトリカと一緒にいられるか」という問いに「世界を揺るがす強い風によって二人は離れ離れになるだろうが、心は決して離れない」という占いを出した。これは今後の一弥にヴィクトリカに対する認識が強まるきっかけにもなっている。その後も幾度か一弥の回想に登場する。
ハーマイニア
声 - 桑島法子
セルジウスの館で働くメイド。26歳。村にやってきたヴィクトリカに20年前の事件に関する疑問を投げ掛けていた。本当はシオドアを殺した張本人で、自分から事件への疑問を持ち出すことで当時幼かった自分が殺害することは不可能だったと思わせようとした。20年前、シオドアが行った占いによって自身が20年後に死ぬという予言を告げられ、精神が崩壊し、その未来を快く思わなかったハーマイニアは未来を覆すために柱時計の高さを利用してシオドアを殺害しコルデリアに罪を着せた。ヴィクトリカに謎を暴かれた後、村の掟で処罰されかけたところを逃亡。ついには村に火を放ち、更には村と外の世界を繋ぐ跳ね橋を焼き払ってヴィクトリカ達を村に留まらせようと目論む。しかし最期は跳ね橋の上で一弥を殺そうと槍を突き立てたところ、予想外に一弥が自身の身を守るのではなくヴィクトリカを守ろうとしたため、バランスを崩し奈落の底へと落ちていった。アニメでは村と外の世界を繋ぐ橋でハーマイニアの凶行を止めようとしたアンブローズに火が付いた材木を奪われた直後に橋から奈落の底へ落ちて死亡した。結果的に占いどおり26歳で命を落とすこととなった。
アンブローズ
声 - 阿部敦
セルジウスの助手で、名も無き村の後継者。セルジウスとは違って温厚で優しい性格の持ち主でもある。ハーマイニアに好意を抱き、外の世界に興味を持つ。その性格故に、20年前に殺人を犯したハーマイニアを処罰することができなかった。最終的にはヴィクトリカ達と共に名も無き村を出た。その後は長らく行方が分からなかったが終盤にて図書館（原作では書店）で働いていたことが明らかになる。
シオドア
声 - 鈴木恭輔
名も無き村の前村長。20年前に殺害された。
アラン、デリク、ラウール
声 - 遊佐浩二（アラン）、藤田圭宣（デリク）、平井啓二（ラウール）
美術大学の学生。実は目ぼしい骨董品や美術品を物色するのが目的で名も無き村にやってきた泥棒。ところが、その使途を巡ってデリクが仲間割れを起こす。アランとラウールはデリクによって殺害されてしまい、さらに第2の殺人であるラウール殺害の際、セルジウスの習性を利用して彼に罪をなすりつけようとするが、ヴィクトリカの推理によって2人の殺人のトリックを見抜かれたことがきっかけで、デリクは村で裁くため、セルジウスの命令で村の住人たちに連行されていった。

#### 『GOSICK III』
ルイジ
声 - 石塚さより
デパート「ジャンタン」の前に屯している浮浪者の少年。手からこぼしたコインの総額を一瞬で計算するなど記憶力に優れている。「ジャンタン」に入店する女性客が行方不明になることに気づき、そのことを警察に通報したものの相手にされなかった。一弥がやって来て同様に不審を感じた際には協力し、事件解決の後にジャクリーヌの援助によって寄宿学校の生徒となった。終盤では浮浪していたころとは比べ物にならないほどの容姿端麗な青年に成長していた。
ガルニエ
声 - 楠見尚己
「ジャンタン」のオーナー。政財界に顔の利く人物だが、実は盗品売買・人身売買のシンジケートのボスで、来店した女性客を拉致しては売り捌き、その売り上げで盗品を買ってはまた売り捌いていた。先の大戦でソヴュール王宮から「青い薔薇」を盗み出し、「ジャンタン」でペーパーウェイトとしてさり気無く展示していた。ヴィクトリカの推理を元に一弥とグレヴィール達警察が仕掛けた作戦により拉致した女性客の居場所をばらされ、逮捕される。
アナスタシア
声 - 川澄綾子
ロシアから革命を逃れてソヴュールにやって来た砂色の髪の少女。「ジャンタン」で店員に誘われて試着室に入ったところを拉致されてしまい、従業員用のスペースに監禁されていたところを「ジャンタン」の中で迷った一弥と遭遇。その時「悪魔がいる」と怯えていたことから、一弥が不審を感じる切っ掛けとなった。事件解決後は無事に保護され、身寄りとも連絡がついて引き取られる。
シニョレー
声 - 山野井仁
警視総監で、グレヴィールの上司。グレヴィールが慕うジャクリーヌの夫。

#### 『GOSICK IV』
リヴァイアサン
声 - 速水奨
約20年前、ソヴュールで活動した錬金術師。聖マルグリット学園にある時計塔に拠点を構え、ココ＝ローズ王妃を誑かして国政にまで口を出すほどまでの影響力を持っていた。その専横を恐れた王立騎士団に毒矢で射られたものの、それでも倒れずに逃亡して行方不明となる。後年、リヴァイアサンの著した本をふとしたことから手にしたヴィクトリカは、その謎に挑むことになる。
実はアフリカで金鉱掘りに従事していたものの金とともにソヴュールに連行され、口封じによって仲間が殺され一人生き残る。復讐と故郷を救おうと、正体を隠し錬金術師として王室と接触、植民地計画に名を借りた詐欺を企てていた。実際には毒矢を射られてからしばらくして死んだものの、絶命直前には自らの死を隠し通そうと時計塔の中の隠し部屋に籠もったため、行方不明と見なされた。また、ココ＝ローズ王妃との間には、混血の子を授かっていた。さらに彼が死亡した隠し部屋には彼の財宝が沢山あったが、その隠し部屋の賢者の石に擬せられた石のスイッチにはリヴァイアサンにより毒針が仕込まれていた。リヴァイアサンの秘密に気付き金に目が眩んだ者達が、その隠し部屋の賢者の石に擬せられた石のスイッチを右手の人差し指で押した所、毒針が勢い良く飛び出し右手の人差し指から毒が流れ込んで死亡して聖マルグリット学園の時計塔で何人かの人物が右手の人差し指から毒殺される事件が続いていた。なお、リヴァイアサンの隠し部屋に入るには物を使用して賢者の石に擬せられた石のスイッチに仕込まれた毒針に刺されない様に押さないと開かないようになっていた。
ウォン・カーイ
声 - 石川英郎
ロスコーの知人である東洋人の奇術師。リヴァイアサンの謎を探ろうと聖マルグリット学園の時計塔を訪れるものの、賢者の石に擬せられた石のスイッチを右手の人差し指で押した際に、そのスイッチに仕込まれていた毒針が右手の人差し指で触れてしまい、時計塔へやって来た一弥に「錬金術師…リヴァイアサン」と言い残して死亡する。
イアン・マスグレーブ
声 - 小松未可子
ソヴュール国法務大臣のマスグレーブ男爵（声 - 中村秀利）の息子。リヴァイアサンを詐欺師と見なして追及した父親とは違い錬金術を信じたが、リヴァイアサンに時計塔で殺害される。

#### 『GOSICK V』
サイモン・ハント
声 - うえだゆうじ
時計商。リトアニアの修道院「ベルゼブブの頭蓋」で行われるファンタスマゴリア（夜会）に招待されるが、殺害される。実は科学アカデミーの役人で、ファンタスマゴリアの「魔力のふりをした奇術」を見破りに行った。
イアーゴ
バチカンの奇跡認定士。ファンタスマゴリアの招待客だったが、殺害された。サイモンと同じように奇術だと見破っていた。
カーミラ、モレラ
声 - 巴菁子（カーミラ）、野沢由香里（モレラ）
「ベルゼブブの頭蓋」で行われるファンタスマゴリアに出ていた双子の老婆。実は10年前の世界大戦時に、科学アカデミーの拠点となっていた「ベルゼブブの頭蓋」でミシェールというコードネームで（ブロワ侯爵とオカルト省のために）スパイをしていた。その時、滞在していたロスコーの奇術の種や科学技術を使って、ファンタスマゴリアでショーを行っていたが、それを奇術と知ったサイモンとイアーゴを殺害。その後、ロスコーを殺害しようとするが、逆襲され姿を消す。

#### 『GOSICK VI』
孤児（本名不明）
声 - 名塚佳織
自らの出自と生年月日を知るために「ベルゼブブの頭蓋」を訪問、帰りの列車「マスカレード号」でヴィクトリカらと同室だった。
実は科学アカデミーのスパイとして「ベルゼブブの頭蓋」に入り込み、そこで赤い箱（形見箱）を発見。しかし列車「マスカレード号」で落としてしまい、オカルト省のスパイ木こりに見つかって殺された。
アニメではレグラントに毒を飲まされた後、隙を見てレグラントの左足を銃撃し、食堂車の天井を銃撃して列車を占拠する。もしも形見箱の回収に失敗した事も予期していた為に、「自分達の定時連絡が途絶えた際は仲間が列車を脱線させる手筈でオカルト省に形見箱を奪われるくらいなら列車毎葬った方がマシ」と考えており、口から血を流しながらも僅かに残った力で機関車に向かい、機関士と機関助手を射殺し、機関車のブレーキまでも破壊。自分の元に駆け付けて来た一弥に形見箱を奪われると思い抵抗するも遂に限界を迎え、その場で息絶えた。
公妃（自称本名：ブリタニア・ガブリエル）
「マスカレード号」でヴィクトリカらと同室だった客の一人。
一見優しい母親の様に見え本物の貴族の夫人の如く振舞うが、実は先の大戦で息子を亡くした庶民の母親で精神に異常を来たしていた。
アニメでは自分を悪い小鳥を見張っている「かかし」と称する女性（声 - 弥永和子）として登場。実はオカルト省側の人間で仲間が一瞬の内に列車内を停電させ、その隙に孤児から形見箱を奪い、びしょ濡れのヴィクトリカに「新しい着替えを取りに行く」と偽って席を離れ、列車の外から合図を送っている仲間に形見箱を渡そうとしたが、形見箱が無い事に気付いた孤児から頼まれた騎士に剣で刺され、形見箱を奪われた後、列車から突き落とされ死亡した。
死者（本名：サム・オネール）
「マスカレード号」でヴィクトリカらと同室だった客の一人。
実は炭鉱所有者だったが、危機を感じて資産をお金に換え、タクシー運転手を殺して入れ替わった。
アニメでは自分を悪人を切り伏せる「騎士」と称する男性（声 - 乃村健次）として登場。科学アカデミーの手の者でかかしを殺害。その後仲間の孤児をオカルト省のレグラントに毒を飲まされ、激昂してレグラントを剣で刺殺しようとしたが、逆にレグラントに左脇腹を撃たれるが命は取り留める。しかし、もしも形見箱の回収に失敗した事も予期していた為に、「自分達の定時連絡が途絶えた際は仲間が列車を脱線させる手筈でオカルト省に形見箱を奪われるくらいなら列車毎葬った方がマシ」と考えており、一弥とヴィクトリカを含めた何人かの乗客を食堂車に閉じ込めるも一弥とヴィクトリカは椅子で食堂車の窓を割って脱出。そして、その事に直ぐ気付き屋根から機関車に向かおうとした2人を殺害しようと自分も屋根を渡って2人を追いかけるも、レグラントに撃たれた左脇腹が痛み、その直後に列車がトンネルに差し掛かり、トンネルに激突してそのまま死亡した。
木こり（本名：ギデオン・レグラント）
声 - 水島大宙
「マスカレード号」でヴィクトリカらと同室だった客の一人。
両親を亡くし、オカルト省のスパイとなる事で様々な悪事を行い学費を出して貰っていたが、その一方でオカルト省に拉致された妹を救うために科学アカデミーのスパイの孤児を殺して形見箱を入手したものの、贋物だと判明し妹と共に逃亡した。
アニメでは孤児に毒を飲ませ、孤児の仲間でもう1人の科学アカデミーのスパイの騎士が襲い掛かって来た際は隠し持っていた銃で彼の左脇腹を銃撃。その後はヴィクトリカもオカルト省のスパイだと思い、銃撃しようとしたが、ヴィクトリカに本名と正体がばれ、彼女から自分達が起こした事件の事について尋ねられて動揺している隙に孤児に左足を銃撃されるが、命に別状は無かった。そして、孤児と騎士が列車を脱線しようとした際は一弥とヴィクトリカに列車を止める事を頼み彼等と協力する立場になる。一弥とヴィクトリカが孤児の銃で橋に仕掛けられた爆弾を見事狙撃した事で列車の脱線が免れた後は死亡した孤児から入手した形見箱をヴィクトリカから渡され、オカルト省に妹を人質にされ、オカルト省のスパイとして悪事を行っていた彼の心情を汲んでヴィクトリカから警察に引き渡されずに済み、その場で見逃され、ヴィクトリカに対し、「ありがとう」と言ってその場を去った。
ヴィクトリカが扱った事件で初めて見逃された犯罪者となった。

#### 『GOSICK VII』
ココ＝ローズ
声 - 久川綾
ソヴュール国の王妃。1897年にフランスから嫁いで来た。「青い薔薇（ブルーローズ）」の愛称で、ブロマイドも発売されるなど、特に若い女性に人気があった。フランスから付き従っていた、自分と良く似たメイドと非常に仲が良かった。内向的な性格の持ち主で、王宮内での人間関係が上手くいかない孤独感からリヴァイアサンの存在を始めとしたオカルトにのめり込んでいく。1900年頃には王宮を出て郊外に移り住んだ。1914年にフランスからの使者の来訪を受け王宮に戻るが、王宮内において何者かに殺害された。この事件はソヴュール最大の未解決事件とされている。
実は1900年頃にリヴァイアサンとの間の子を産み、そのことを知った陛下に殺害された。しかし、この際に殺されたのは身代わりとなったメイドで、自らはそのメイドとして過ごしていた。存在しなくなった王妃殺害の事実を隠す為に、王妃とそっくりだった踊り子のニコル・ルルーを影武者とした。1914年に王宮内で殺害されたのは、ニコル・ルルーである。
1897年に嫁ぎリヴァイアサンの子を持つ本物の王妃は生存しており、その息子とともに農民として暮らしている。
ジンジャー・パイ
声 - 斎藤恵理
コルデリア・ギャロの踊り子時代の仲間。本人いわく「姉妹みたいにいつも一緒」だったとのことで、コルデリアの事情も知っていた。現在は女優をしており、ココ＝ローズの死を題材にした舞台「ソヴレムの青い薔薇」にも出演している。
ニコル・ルルー
ジンジャーが新人だった頃の同僚の踊り子。ココ王妃と顔が似ており、「下町の青い薔薇」と呼ばれていた。1900年頃に秘書の募集に応じてそのまま失踪。
実は秘書の募集は建前で、実態はココ王妃の影武者を募集するためのものであった。1914年に王妃に会いに来たフランスの使者に影武者であることが露見してしまうことを避ける為、使者に会う直前に王妃として殺害されていた。
ルパート・ド・ジレ
声 - 志村知幸
ソヴュール国王。称号は陛下。ココ王妃の美しさに魅かれていたが、彼女がオカルトにのめり込むに従い仲が冷えていったらしい。王妃を手に掛けたことを後悔していたようだが、後にジュピターから真実を告げられる。

#### 『GOSICKs』
クィアラン
声 - 雪野五月 / 豊口めぐみ
ヨーロッパを縦横無尽に荒らした有名な大泥棒クィアランの二代目。小さい頃に一代目クィアランに拾われて、泥棒として仕込まれる。サー・ブラッドリーの遺産である「ペニー・ブラック」を盗むためにアブリルに成り済まして学園へと侵入。図書館塔の頂上でそれを見つけるが、目を離した隙にヴィクトリカに回収されてしまい、更に一弥がやって来た為にその場を去る。そして正体を現しヴィクトリカの存在を否定して一弥の心を傷つけた上に遺産のことを問い詰めようとするが、当のヴィクトリカに本を頭に落とされて撃退され、逮捕される。
マクシム
声 - 鈴木恭輔
聖マルグリット学園の納骨堂でミイラとして発見された青年。学園の卒業生で8年前まで毎年春になると学園にやってきて2週間程滞在していた。その正体はヨーロッパを縦横無尽に荒らした有名な大泥棒（先代の）クィアランであり、彼がやってくる度に不吉な事が起こる事から「春に来る死神」の噂が誕生した。
ミリィ・マール
学園の生徒だった少女で学生時代のセシルとは親友同士であった。マクシムを事実上殺害した張本人で、当時病床にあったミリィは自身の死を悟り、マクシムを道連れに死ぬことを決意。マクシムを睡眠薬で眠らせて、大昔の騎士の遺体と偽装させた上で学園の納骨堂で遺体と彼を入れ替えた。そして彼女は死亡し、葬儀が行われて以降は納骨堂が使われなくなり、これにより閉じ込められたマクシムが死亡することになった。

## 既刊一覧
GOSICK（ゴシック）は長編、GOSICKs（ゴシックエス）は短編。発売順と時間軸が異なっているが、発売順に読んでも楽しめるように書かれている。但し発売順は富士見ミステリー文庫版と角川文庫版及び角川ビーンズ文庫版では異なっており、第4巻とs1巻の発売順番が入れ替わっている。

### 小説
富士見ミステリー文庫刊（富士見書房発行） 長編全6巻・短編全3巻 未完結（絶版）
角川文庫刊（角川書店発行） 長編全8巻（Ⅷは上下巻の為、冊数は全9冊）・短編全4巻
角川ビーンズ文庫刊（角川書店発行）長編既刊6巻・短編既刊3巻 以下続刊
| 発 売 順 | 時 間 軸 | タイトル                                      | レーベル              | 初版発行日（発売日）           | ISBN              | 備考                                                                       |
| -------- | -------- | --------------------------------------------- | --------------------- | ------------------------------ | ----------------- | -------------------------------------------------------------------------- |
| 1        | 2        | GOSICK -ゴシック-                             | 富士見 ミステリー文庫 | 2003年12月15日（12月10日[16]） | 4-8291-6229-5     |                                                                            |
| 1        | 2        | GOSICK -ゴシック-                             | 角川文庫              | 2009年9月25日（同日[17]）      | 978-4-04-428106-9 | 解説:金原瑞人                                                              |
| 1        | 2        | GOSICK -ゴシック-                             | 角川 ビーンズ文庫     | 2011年4月1日（3月31日[18]）    | 978-4-04-428116-8 | 初版本には久城一弥の 学生証が付属。                                        |
| 2        | 3        | GOSICK II -ゴシック・その罪は名もなき-        | 富士見 ミステリー文庫 | 2004年5月15日（5月8日[19]）    | 4-8291-6254-6     |                                                                            |
| 2        | 3        | GOSICK II -ゴシック・その罪は名もなき-        | 角川文庫              | 2009年11月25日（同日[20]）     | 978-4-04-428107-6 | 解説：川出正樹                                                             |
| 2        | 3        | GOSICK II -ゴシック・その罪は名もなき-        | 角川 ビーンズ文庫     | 2011年4月1日（3月31日[21]）    | 978-4-04-428117-5 | 初版本にはヴィクトリカの 学生証が付属。                                    |
| 3        | 4        | GOSICK III -ゴシック・青い薔薇の下で-         | 富士見 ミステリー文庫 | 2004年10月15日（10月9日[22]）  | 4-8291-6273-2     |                                                                            |
| 3        | 4        | GOSICK III -ゴシック・青い薔薇の下で-         | 角川文庫              | 2010年1月25日（1月23日[23]）   | 978-4-04-428108-3 | 解説：榎本正樹                                                             |
| 3        | 4        | GOSICK III -ゴシック・青い薔薇の下で-         | 角川 ビーンズ文庫     | 2011年5月1日（4月28日[24]）    | 978-4-04-428118-2 |                                                                            |
| 4        | 5        | GOSICK IV -ゴシック・愚者を代弁せよ-          | 富士見 ミステリー文庫 | 2005年1月15日（1月8日[25]）    | 4-8291-6288-0     |                                                                            |
| 4        | 5        | GOSICK IV -ゴシック・愚者を代弁せよ-          | 角川文庫              | 2010年5月25日（同日[26]）      | 978-4-04-428110-6 |                                                                            |
| 4        | 5        | GOSICK IV -ゴシック・愚者を代弁せよ-          | 角川 ビーンズ文庫     | 2011年7月1日（6月30日[27]）    | 978-4-04-428122-9 |                                                                            |
| 5        | 1        | GOSICKs -ゴシックエス・春来たる死神-          | 富士見 ミステリー文庫 | 2005年7月15日（7月8日[28]）    | 4-8291-6310-0     |                                                                            |
| 5        | 1        | GOSICKs -ゴシックエス・春来たる死神-          | 角川文庫              | 2010年3月25日（同日[29]）      | 978-4-04-428109-0 | 解説：瀧井朝世                                                             |
| 5        | 1        | GOSICKs -ゴシックエス・春来たる死神-          | 角川 ビーンズ文庫     | 2011年6月1日（5月31日[30]）    | 978-4-04-428120-5 | 初回本は名言集が付属                                                       |
| 6        | 7        | GOSICK V -ゴシック・ベルゼブブの頭蓋-         | 富士見 ミステリー文庫 | 2005年12月15日（12月10日[31]） | 4-8291-6328-3     |                                                                            |
| 6        | 7        | GOSICK V -ゴシック・ベルゼブブの頭蓋-         | 角川文庫              | 2010年7月25日（7月24日[32]）   | 978-4-04-428111-3 |                                                                            |
| 6        | 7        | GOSICK V -ゴシック・ベルゼブブの頭蓋-         | 角川 ビーンズ文庫     | （2011年9月30日[33]）          | 978-4-04-428125-0 |                                                                            |
| 7        | 6        | GOSICKs II -ゴシックエス・夏から遠ざかる列車- | 富士見 ミステリー文庫 | 2006年5月15日（5月10日[34]）   | 4-8291-6352-6     |                                                                            |
| 7        | 6        | GOSICKs II -ゴシックエス・夏から遠ざかる列車- | 角川文庫              | 2010年9月25日（同日[35]）      | 978-4-04-428112-0 |                                                                            |
| 7        | 6        | GOSICKs II -ゴシックエス・夏から遠ざかる列車- | 角川 ビーンズ文庫     | 2011年9月1日（8月31日[36]）    | 978-4-04-428123-6 |                                                                            |
| 8        | 8        | GOSICK VI -ゴシック・仮面舞踏会の夜-          | 富士見 ミステリー文庫 | 2006年12月15日（12月9日[37]）  | 4-8291-6375-5     |                                                                            |
| 8        | 8        | GOSICK VI -ゴシック・仮面舞踏会の夜-          | 角川文庫              | 2010年11月25日（同日[38]）     | 978-4-04-428113-7 |                                                                            |
| 8        | 8        | GOSICK VI -ゴシック・仮面舞踏会の夜-          | 角川 ビーンズ文庫     | （2011年10月29日[39]）         | 978-4-04-428126-7 |                                                                            |
| 9        | 9        | GOSICKs III -ゴシックエス・秋の花の思い出-    | 富士見 ミステリー文庫 | 2007年4月15日（4月10日[40])    | 978-4-8291-6387-0 |                                                                            |
| 9        | 9        | GOSICKs III -ゴシックエス・秋の花の思い出-    | 角川文庫              | 2011年1月25日（同日[41]）      | 978-4-04-428114-4 |                                                                            |
| 9        | 9        | GOSICKs III -ゴシックエス・秋の花の思い出-    | 角川 ビーンズ文庫     | （2011年11月30日[42]）         | 978-4-04-100048-9 |                                                                            |
| 10       | 10       | GOSICK VII -ゴシック・薔薇色の人生-           | 角川文庫              | 2011年3月25日（同日[43]）      | 978-4-04-428115-1 | 初版印税は、 東北地方太平洋沖地震の義援金 として日本赤十字社に寄付される。 |
| 11       | 11       | GOSICKs IV -ゴシックエス・冬のサクリファイス- | 角川文庫              | 2011年5月25日（同日[44]）      | 978-4-04-428119-9 |                                                                            |
| 12       | 12       | GOSICK VIII 上 -ゴシック・神々の黄昏-         | 角川文庫              | 2011年6月25日（6月23日[45]）   | 978-4-04-428121-2 |                                                                            |
| 13       | 13       | GOSICK VIII 下 -ゴシック・神々の黄昏-         | 角川文庫              | 2011年7月25日（7月23日[46]）   | 978-4-04-428124-3 |                                                                            |

#### GOSICKs 収録話・初出
| 巻数 | タイトル                                      | 収録話                                       | 初出                                     |
| ---- | --------------------------------------------- | -------------------------------------------- | ---------------------------------------- |
| 1    | GOSICKs -ゴシックエス・春来たる死神-          | プロローグ                                   | 書き下ろし                               |
| 1    | GOSICKs -ゴシックエス・春来たる死神-          | 春やってくる旅人が学園に死をもたらす         | 月刊ドラゴンマガジン2004年1月号          |
| 1    | GOSICKs -ゴシックエス・春来たる死神-          | 階段の十三段目では不吉なことが起こる         | 増刊ファンタジアバトルロイヤル2004年春号 |
| 1    | GOSICKs -ゴシックエス・春来たる死神-          | 廃倉庫にはミリィ・マールの幽霊がいる         | 増刊ファンタジアバトルロイヤル2004年春号 |
| 1    | GOSICKs -ゴシックエス・春来たる死神-          | 図書室のいちばん上には金色の妖精が棲んでいる | 増刊ファンタジアバトルロイヤル2004年秋号 |
| 1    | GOSICKs -ゴシックエス・春来たる死神-          | 午前三時に首なし貴婦人がやってくる           | 増刊ファンタジアバトルロイヤル2005年冬号 |
| 1    | GOSICKs -ゴシックエス・春来たる死神-          | 死神は金の花をみつける                       | 書き下ろし                               |
| 2    | GOSICKs II -ゴシックエス・夏から遠ざかる列車- | プロローグ                                   | 書き下ろし                               |
| 2    | GOSICKs II -ゴシックエス・夏から遠ざかる列車- | 仔馬のパズル                                 | ファンタジアバトルロイヤル2005年冬号     |
| 2    | GOSICKs II -ゴシックエス・夏から遠ざかる列車- | 花降る亡霊                                   | ファンタジアバトルロイヤル2005年春号     |
| 2    | GOSICKs II -ゴシックエス・夏から遠ざかる列車- | 夏から遠ざかる列車                           | ファンタジアバトルロイヤル2005年夏号     |
| 2    | GOSICKs II -ゴシックエス・夏から遠ざかる列車- | 怪人の夏                                     | ファンタジアバトルロイヤル2005年秋号     |
| 2    | GOSICKs II -ゴシックエス・夏から遠ざかる列車- | 絵から出てきた娘                             | ファンタジアバトルロイヤル2006年冬号     |
| 2    | GOSICKs II -ゴシックエス・夏から遠ざかる列車- | 初恋                                         | 書き下ろし                               |
| 2    | GOSICKs II -ゴシックエス・夏から遠ざかる列車- | エピローグ                                   | 書き下ろし                               |
| 3    | GOSICKs III -ゴシックエス・秋の花の思い出-    | プロローグ                                   | 書き下ろし                               |
| 3    | GOSICKs III -ゴシックエス・秋の花の思い出-    | 純潔                                         | ファンタジアバトルロイヤル2006年春号     |
| 3    | GOSICKs III -ゴシックエス・秋の花の思い出-    | 永遠                                         | ファンタジアバトルロイヤル2006年夏号     |
| 3    | GOSICKs III -ゴシックエス・秋の花の思い出-    | 幻惑                                         | ファンタジアバトルロイヤル2006年秋号     |
| 3    | GOSICKs III -ゴシックエス・秋の花の思い出-    | 思い出                                       | ファンタジアバトルロイヤル2006年冬号     |
| 3    | GOSICKs III -ゴシックエス・秋の花の思い出-    | 花びらと梟                                   | 書き下ろし                               |
| 3    | GOSICKs III -ゴシックエス・秋の花の思い出-    | エピローグ                                   | 書き下ろし                               |
| 4    | GOSICKs IV -ゴシックエス・冬のサクリファイス- | プロローグ                                   | 書き下ろし                               |
| 4    | GOSICKs IV -ゴシックエス・冬のサクリファイス- | 白の女王は君臨する                           | 野性時代2011年1月号                      |
| 4    | GOSICKs IV -ゴシックエス・冬のサクリファイス- | 黒の僧侶は祈りを捧げる                       | 野性時代2011年2月号                      |
| 4    | GOSICKs IV -ゴシックエス・冬のサクリファイス- | 黒の女戦士は駆け抜ける                       | 野性時代2011年3月号                      |
| 4    | GOSICKs IV -ゴシックエス・冬のサクリファイス- | 騎士は小さな姫にかしずく                     | 野性時代2011年4月号                      |
| 4    | GOSICKs IV -ゴシックエス・冬のサクリファイス- | 忠臣たち                                     | 書き下ろし                               |
| 4    | GOSICKs IV -ゴシックエス・冬のサクリファイス- | エピローグ                                   | 書き下ろし                               |

### 小説 新大陸編
文芸単行本、角川書店発行 表紙イラスト：カズモトトモミ
| 巻数 | タイトル     | 発売日             | ISBN              |
| ---- | ------------ | ------------------ | ----------------- |
| 1    | GOSICK RED   | 2013年12月25日[47] | 978-4-04-110640-2 |
| 2    | GOSICK BLUE  | 2014年11月29日[48] | 978-4-04-102354-9 |
| 3    | GOSICK PINK  | 2015年11月30日[49] | 978-4-04-103646-4 |
| 4    | GOSICK GREEN | 2016年12月2日[50]  | 978-4-04-104596-1 |
角川文庫刊（角川書店発行） 表紙イラスト：カズモトトモミ
| 巻数 | タイトル   | 初版発行日（発売日） | ISBN              |
| ---- | ---------- | -------------------- | ----------------- |
| 1    | GOSICK RED | 2016年9月24日[51]    | 978-4-04-104595-4 |

#### ラジオドラマ
- GOSICK RED（2013年12月10日、新刊JP）[52]
- GOSICK BLUE（2014年11月21日、新刊JP）[53]
- GOSICK PINK（2015年11月30日、新刊JP）[54]
- GOSICK GREEN（2016年12月2日、新刊JP）[55]

### 公式ガイドブック
| タイトル                                        | 初版発行日        | ISBN              |
| ----------------------------------------------- | ----------------- | ----------------- |
| GOSICK公式ガイドブック ‐金糸の少女と混沌な逢引‐ | 2011年7月21日[56] | 978-4-04-854652-2 |

### コミックス

#### 『GOSICK』（コミックス）
- 原作：桜庭一樹 / 作画：天乃咲哉 / キャラクター原案：武田日向
  - 月刊ドラゴンエイジ（富士見書房発行）2008年1月号から2012年5月号まで連載。長編4巻「愚者を代弁せよ」までの内容となっている。概ね原作小説の内容に沿ってストーリーが展開されているが、一部ストーリー順序の組み換えやオリジナル展開も組み込まれている[57]。
  - ドラゴンコミックスエイジ（富士見書房発行）全8巻[注 7]。
    1. 2008年7月7日発売[58]、ISBN 978-4-04-712558-2
    2. 2008年11月6日発売[59]、ISBN 978-4-04-712577-3
    3. 2009年7月7日発売[60]、ISBN 978-4-04-712615-2
    4. 2010年1月8日発売[61]、ISBN 978-4-04-712644-2
    5. 2010年11月5日発売[62]、ISBN 978-4-04-712693-0
    6. 2011年2月9日発売[63]、ISBN 978-4-04-712710-4
    7. 2011年9月7日発売[64]、ISBN 978-4-04-712745-6
    8. 2012年6月9日発売[65]、ISBN 978-4-04-712794-4

#### 『GOSICK W』
- 原作：桜庭一樹 / 作画：守姫武士 / キャラクター原案：武田日向
  - 月刊コンプエース（角川書店発行）2011年4月号から2012年4月号まで連載。

### ドラマCD
- GOSICK-ゴシック- 2006年4月21日 B000CFWQAK
原作小説の「GOSICKs－ゴシックエス・春来たる死神－」を元に作成されたドラマCD。ジャケットイラストは武田日向。
- GOSICK-ゴシック- 知恵の泉と小夜曲(セレナード)「花降る亡霊は夏の夜を彩る」2011年6月1日
- GOSICK-ゴシック- 知恵の泉と独唱曲(アリエッタ)「花びらと梟」2011年8月31日
キャラクターソングとCDドラマを収録している。キャストはテレビアニメ版に準じている。

### サウンドトラック
- GOSICK-ゴシック- ORIGINAL SOUNDTRACK 2011年4月13日
- GOSICK-ゴシック- ORIGINAL SOUNDTRACK SECOND SEASON 2011年6月29日

## テレビアニメ
2011年1月から同年7月まで、テレビ東京系（テレビ北海道を除く）にて全24話が放送された。原作の第1期のアニメ化であり、3話分（『GOSICKs』のような短編では2話分）で原作1冊分を描いている。ただし、クィアラン事件とクイーンベリー号事件の順番を入れ替える、ゲストキャラクターの一部をアニメオリジナルキャラクターに置き換えるなどの再構築が行われており、物語終盤の展開も変更されている。
第10話は同年3月11日に発生した東日本大震災によるTXN報道特別番組で休止となったために翌週へ延期され、それ以降も1話ずつずれ込んで最終回が1週間延期となった。また、第10話の翌週には特別番組『春来たるGOSICKスペシャル -美しき怪物は混沌の先を視る-』が放送された。出演は悠木碧、江口拓也、下屋則子、鹿野優以、桜庭一樹、yoshiki＊lisa。

### スタッフ
- 原作・一弥の絵（第24話） - 桜庭一樹
- キャラクター原案 - 武田日向
- 監督 - 難波日登志[6]
- シリーズ構成 - 岡田麿里[6]
- キャラクターデザイン - 川元利浩[6]、富岡隆司[6]
- 総作画監督 - 富岡隆司[6]、谷口淳一郎（第4話）、田中誠輝（第14話、第19話）
- メカ・プロップデザイン - 田中俊成
- レースデザイン - 草野剛
- デザインワークス - 竹内志保[6]
- ビジュアルコーディネーター - 京田知己
- 美術デザイン・美術監督 - 近藤由美子[15]
- 色彩設計 - 岩沢れい子[6]
- 撮影監督 - 古本真由子[6]
- 編集 - 定松剛[6]
- 音響監督 - 原口昇[6]
- 音楽 - 中川幸太郎[6]
- 製作総指揮 - 安田猛[6]
- 音楽プロデューサー - 植村俊一[6]
- プロデューサー - 小林潤香[6]、紅谷佳和[6]
- アニメーションプロデューサー - 天野直樹[6]
- アニメーション制作 - ボンズ[6]
- 製作 - GOSICK製作委員会[15]（角川書店、ボンズ、テレビ東京、NTTドコモ、クロックワークス、メモリーテック）

### 主題歌
オープニングテーマ「Destin Histoire」
作詞 - 渡部紫緒 / 作曲・編曲 - 坂部剛 / 歌 - yoshiki＊lisa
エンディングテーマ
「Resuscitated Hope」（第1話 - 第12話）
作詞 - 渡部紫緒 / 作曲・編曲 - 坂部剛 / 歌 - コミネリサ
「unity」（第13話 - 第24話）
作詞 - 渡部紫緒 / 作曲 - Asu（The New Classics） / 編曲 - 長谷川智樹 / 歌 - コミネリサ
挿入歌「薔薇色の人生（ラ・ヴィ・アン・ローズ）」（第19話）
作詞 - 桜庭一樹 / 作曲・編曲 - 中川幸太郎 / 歌 - コルデリア・ギャロ（沢城みゆき）

### 評価
「アニメキャラ大賞2011」では「ワガママだったで賞」でヴィクトリカ・ド・ブロワが5位を獲得している。

### 各話リスト
| 話数   | サブタイトル                           | 脚本     | 絵コンテ            | 演出       | 作画監督                           | 放送日        | 原作エピソード |
| ------ | -------------------------------------- | -------- | ------------------- | ---------- | ---------------------------------- | ------------- | -------------- |
| 第1話  | 黒い死神は金色の妖精を見つける         | 岡田麿里 | 三條なみみ          | 和田純一   | 松田剛吏                           | 2011年 1月7日 | I              |
| 第2話  | 死者の魂が難破船をおしあげる           | 岡田麿里 | 京田知己            | 中村里美   | 三輪和宏                           | 1月14日       | I              |
| 第3話  | 野兎達は朝陽の下で約束をかわす         | 岡田麿里 | 佐原亜湖            | 清水久敏   | 山本尚志                           | 1月21日       | I              |
| 第4話  | 金色の糸はつかのまを切り裂く           | 根元歳三 | 三條なみみ          | 池畠ヒロシ | 猿渡聖加                           | 1月28日       | sI             |
| 第5話  | 廃倉庫には謎の幽霊がいる               | 根元歳三 | 和田純一            | 和田純一   | 田中誠輝                           | 2月4日        | sI             |
| 第6話  | 灰色の狼は同胞を呼びよせる             | 岡田麿里 | 福田道生            | 宮下新平   | アミサキリョウコ 佐古宗一郎 松浦力 | 2月11日       | II             |
| 第7話  | 夏至祭に神託はくだされる               | 岡田麿里 | 松尾衡              | 大西景介   | 青野厚司                           | 2月18日       | II             |
| 第8話  | 過去の王国に遠吠えがこだまする         | 岡田麿里 | 京田知己            | 中村里美   | 堀川耕一 三輪和宏                  | 2月25日       | II             |
| 第9話  | 人食いデパートに青薔薇は咲く           | 猪爪慎一 | 佐原亜湖            | 松林唯人   | 斉藤英子                           | 3月4日        | III            |
| 第10話 | 風邪ひきは頑固な友人の夢をみる         | 猪爪慎一 | 来留須譲二          | 清水久敏   | 松田剛吏 本村晃一                  | 3月18日       | III            |
| 第11話 | そのドリルは雄弁に愛を語る             | 猪爪慎一 | 福田道生            | 政木伸一   | 熊膳貴志                           | 4月1日        | III            |
| 第12話 | 夏の午後に蝉の声を聞く                 | 岡田麿里 | 数井浩子            | 和田純一   | 西田亜沙子                         | 4月8日        | sI             |
| 第13話 | 愚者は己の代弁者を指名する             | 根元歳三 | 三條なみみ          | 大西景介   | 三輪和宏 山本尚志                  | 4月15日       | IV             |
| 第14話 | 意地悪フリルは屁こきいもりを糾弾する   | 根元歳三 | 福田道生            | 池畠博史   | 関口雅浩                           | 4月22日       | IV             |
| 第15話 | 二匹の怪物は心をかよわせる             | 根元歳三 | 長崎健司            | 中村里美   | 青野厚司                           | 4月29日       | IV             |
| 第16話 | 落下させるマリアは蠅の頭をもつ         | 猪爪慎一 | 名取孝浩            | 名取孝浩   | 堀川耕一                           | 5月6日        | V              |
| 第17話 | 螺旋の迷宮にその箱はねむる             | 猪爪慎一 | 森邦宏              | 末田宜史   | 松田剛吏 斉藤英子                  | 5月13日       | V              |
| 第18話 | 漆黒の列車はいくつかの嘘を運ぶ         | 猪爪慎一 | 和田純一            | 和田純一   | 三輪和宏 宮前真一                  | 5月20日       | VI             |
| 第19話 | 薔薇色の人生は新雪に埋もれる           | 岡田麿里 | タムラコータロー    | 政木伸一   | 熊膳貴志                           | 5月27日       | VII            |
| 第20話 | ファントムの幽霊に導かれる             | 根元歳三 | 京田知己            | 京田知己   | 山本尚志 阿部尚人                  | 6月3日        | VII            |
| 第21話 | 聖夜の鐘は刻を追いたてる               | 根元歳三 | 数井浩子            | 清水久敏   | 青野厚司                           | 6月10日       | VII            |
| 第22話 | クリスマス・キャロルは窓辺の幸いを飾る | 岡田麿里 | 福田道生            | 大西景介   | 堀川耕一 宮前真一                  | 6月17日       | VIII           |
| 第23話 | 灰染めのチェスにチェックメイトを告げる | 岡田麿里 | タムラコータロー    | 中村里美   | 田中誠輝 三輪和宏                  | 6月24日       | VIII           |
| 第24話 | 死神の肩越しに永遠をみる               | 岡田麿里 | 和田純一 三條なみみ | 和田純一   | 松田剛吏 富岡隆司                  | 7月1日        | VIII           |

### 放送局
| 放送地域       | 放送局           | 放送期間               | 放送日時           | 放送系列                 | 備考                                                |
| -------------- | ---------------- | ---------------------- | ------------------ | ------------------------ | --------------------------------------------------- |
| 関東広域圏     | テレビ東京       | 2011年1月7日 - 7月1日  | 金曜 25:23 - 25:53 | テレビ東京系列           | 製作局                                              |
| 愛知県         | テレビ愛知       | 2011年1月10日 - 7月4日 | 月曜 25:30 - 26:00 | テレビ東京系列           |                                                     |
| 大阪府         | テレビ大阪       | 2011年1月11日 - 7月5日 | 火曜 25:30 - 26:00 | テレビ東京系列           |                                                     |
| 岡山県・香川県 | テレビせとうち   | 2011年1月12日 - 7月6日 | 水曜 25:18 - 25:48 | テレビ東京系列           |                                                     |
| 福岡県         | TVQ九州放送      | 2011年1月12日 - 7月6日 | 水曜 25:43 - 26:13 | テレビ東京系列           |                                                     |
| 日本全域       | あにてれしあたー | 2011年1月13日 - 7月7日 | 木曜 12:00 更新    | ネット配信               | 第1話は無料、 第2話以降は配信開始から 2日間無料配信 |
| 日本全域       | ムービーゲート   | 2011年1月13日 - 7月7日 | 木曜 12:00 更新    | ネット配信（モバイル用） | 第1話は無料、 第2話以降は配信開始から 2日間無料配信 |
| 日本全域       | AT-X             | 2011年2月15日 - 8月2日 | 火曜 11:00 - 11:30 | CS放送                   | リピート放送あり                                    |

| テレビ東京 金曜25:23枠    | テレビ東京 金曜25:23枠 | テレビ東京 金曜25:23枠 |
| 前番組                    | 番組名                 | 次番組                 |
| ------------------------- | ---------------------- | ---------------------- |
| FORTUNE ARTERIAL 赤い約束 | GOSICK -ゴシック-      | ダンタリアンの書架     |

## ソーシャルゲーム
GOSICK 退屈姫の迷宮
『GREE』配信のソーシャルゲーム。基本無料およびアイテム課金制。プレイヤーは日本人留学生となり、ヴィクトリカと話したり、菓子をあげたり着替えをさせたりして機嫌をとることでレベルが上がる。特定の菓子を要求されることもある。機嫌を損ねると、上がるときの数倍の数値が下がる。

## オンラインゲームとのコラボレーション
『Master of Epic -The ResonanceAge Universe-』や『トイ・ウォーズ』や『テイルズウィーバー』にてコラボレーションキャンペーンが行われて、オリジナルアイテムが手に入る特別クエストの実施、コスチュームのアイテム販売がなされていた。